# لينا يوهانسون
لينا يوهانسون هي متزلجة فنية سويدية، ولدت في 26 سبتمبر 1988 في مالمو في السويد.

## وصلات خارجية
- لينا يوهانسون على موقع الاتحاد الدولي للتزلج (الإنجليزية)